# Makongo (Burkina Faso)
Pour les articles homonymes, voir Makongo.
Makongo est une commune située dans le département de Safané de la province du Mouhoun au Burkina Faso.